# John Gosden
John Gosden, född 30 mars 1951, är en engelsk galopptränare.

## Större segrar

### Dubai
- Dubai Sheema Classic – (1) – Dar Re Mi (2010)

### Storbritannien
- 1,000 Guineas Stakes – (1) – Lahan (2000)
- Cheveley Park Stakes – (1) – Prophecy (1993)
- Coronation Stakes – (2) – Nannina (2006), Fallen For You (2012)
- Epsom Derby – (1) – Benny the Dip (1997)
- Eclipse Stakes - (1) - Nathaniel (2012)
- Falmouth Stakes – (1) – Ryafan (1997)
- Fillies' Mile – (4) – Crystal Music (2000), Playful Act(2004), Nannina (2005), Rainbow View (2008)
- Golden Jubilee Stakes – (1) – Malhub (2002)
- Haydock Sprint Cup – (1) – Wolfhound (1993)
- July Cup – (1) – Oasis Dream (2003)
- King George VI and Queen Elizabeth Stakes – (4) – Nathaniel (2011), Enable (2017, 2019, 2020)
- Lockinge Stakes – (2) – Emperor Jones (1994), Virtual (2009)
- Middle Park Stakes – (1) – Oasis Dream (2002)
- Nassau Stakes – (2) – Ryafan (1997), The Fugue (2012)
- Nunthorpe Stakes – (1) – Oasis Dream (2003)
- Prince of Wales's Stakes – (2) – Muhtarram (1994, 1995)
- Queen Elizabeth II Stakes – (2) – Observatory (2000), Raven's Pass (2008)
- St. Leger Stakes – (4) – Shantou (1996), Lucarno (2007), Arctic Cosmos (2010), Masked Marvel (2011)
- Sun Chariot Stakes – (1) – Ristna (1991)
- Yorkshire Oaks – (1) – Dar Re Mi (2009)

### Frankrike
- Poule d'Essai des Pouliches – (2) – Valentine Waltz (1999), Zenda (2002)
- Prix de l'Abbaye de Longchamp – (1) – Keen Hunter (1991)
- Prix de la Forêt – (2) – Wolfhound (1992), Mount Abu (2001)
- Prix d'Ispahan – (1) – Observatory (2001)
- Prix Jean Prat – (1) – Torrential (1995)
- Prix Jean Romanet - (1) - Izzi Top (2012)
- Prix Lupin – (1) – Flemensfirth (1995)
- Prix Marcel Boussac – (3) – Ryafan (1996), Sulk (2001), Elusive Kate (2011)
- Prix Maurice de Gheest – (1) – May Ball (2002)
- Prix Rothschild - (1) - Elusive Kate (2012)
- Prix de la Salamandre – (1) – Lord of Men (1995)
- Prix de l'Arc de Triomphe - (3)

### Tyskland
- Grosser Preis von Baden – (1) – Mashaallah (1992)

### Irland
- Irish Champion Stakes – (1) – Muhtarram (1993)
- Irish Oaks - (1) - Great Heavens (2012)
- Irish St. Leger – (2) – Mashaallah (1992), Duncan (dead heat 2011)
- Matron Stakes (Ireland)|Matron Stakes – (1) – Rainbow View (2009)
- Pretty Polly Stakes – (3) – Del Deya (1994), Dar Re Mi (2009), Izzi Top (2012)

### Italien
- Gran Premio del Jockey Club – (1) – Shantou (1996)
- Gran Premio di Milano – (2) – Mashaallah (1992), Shantou (1997)
- Premio Presidente della Repubblica – (1) – Muhtarram (1994)
- Premio Roma – (2) – Knifebox (1993), Flemensfirth (1996)

### USA
- Arlington Million – (1) – Debussy (2010)
- Beverly Hills Handicap – (1) – Royal Heroine
- Breeders' Cup Classic – (1) – Raven's Pass (2008)
- Breeders' Cup Juvenile Turf – (2) – Donativum (2008), Pounced (2009)
- Breeders' Cup Mile – (1) – Royal Heroine (1984)
- Carleton F. Burke Handicap – (1) – Bel Bolide
- Clement L. Hirsch Turf Championship Stakes – (1) – Allez Milord (1987)
- Del Mar Handicap – (3) – Barberston
- Gamely Stakes – (2) – Royal Heroine
- Hollywood Derby – (1) – Royal Heroine
- Hollywood Turf Cup – (3) – Alphabatim (1984, 1986), Zoffany (1985)
- Matriarch Stakes – (2) – Royal Heroine (1984), Asteroid Field (1987)
- Pacific Classic Stakes – (1) – Tinners Way (1994)
- Philip H. Iselin Breeders' Cup Handicap – (1) – Bates Motel (1983)
- Queen Elizabeth II Challenge Cup Stakes – (1) – Ryafan (1997)
- John C. Mabee Handicap – (1) – Annoconnor (1988)
- San Antonio Handicap – (2) – Bates Motel (1983), Hatim (1986)
- San Luis Rey Handicap – (1) – Zoffany
- Santa Anita Handicap – (1) – Bates Motel (1983)
- Yellow Ribbon Stakes – (3) – Ryafan (1997), Bonne Ile (1986)
- Vanity Invitational Handicap – (1) – Annoconnor (1988)

### Saudiarabien
- Saudi Cup – (1) – Mishriff (2021)